# Av. 68 - Av. Primero de Mayo (estación)
La estación sencilla Av. Primero de Mayo hará parte del sistema de transporte masivo de Bogotá, TransMilenio, inaugurado en el año 2000. Esta estación tendrá conexión con la Estación 7 de la línea 1 del Metro de Bogotá.

## Ubicación
La estación está ubicada específicamente sobre la Avenida Carrera 68 entre calle 22 Sur y calle 30 Sur.
Atenderá la demanda de los barrios Muzú, Alquería La Fragua y sus alrededores. En las cercanías se encuentra la sede sur de la Cámara de Comercio de Bogotá.

## Origen del nombre
La estación no cuenta aún con un nombre oficial, sin embargo, provisionalmente y durante la etapa de construcción se le asigna un nombre provisional relacionado con la nomenclatura de las vías más cercanas o que servirán de acceso a la misma. Previo a la puesta en funcionamiento de la troncal, se realizó un proceso de selección del nombre con la comunidad para generar apropiación del sistema.

## Historia
En noviembre de 2018 se anunció el convenio de financiación entre el Gobierno Nacional y el Distrito que asegura los recursos para la construcción de las troncales de la avenida Ciudad de Cali y la avenida Congreso Eucarístico. En octubre de 2019 se inició el proceso de licitación para diseñar y construir esta troncal, y finalmente, el 23 de enero de 2020 se adjudicó la construcción de esta troncal. El acta de inicio fue firmada a finales de junio del mismo año.

## Servicios de la estación

### Esquema
|               | Estación 7 PLMB |               |              |
| ← Norte       |                 | ← Norte       | ← Norte      |
| sin servicios | sin servicios   | Calle 29 Sur  |              |
| Vagón 2       |                 | Vagón 1       | Túnel        |
| sin servicios |                 | sin servicios | Calle 29 Sur |
| Sur →         |                 |               |              |

### Servicios urbanos
Así mismo funcionan las siguientes rutas urbanas del SITP en los costados externos a la estación, circulando por los carriles de tráfico mixto sobre la Avenida Carrera 68, con posibilidad de trasbordo usando la tarjeta TuLlave:
| Código | Sector                   | Dirección         | Rutas                                |
| ------ | ------------------------ | ----------------- | ------------------------------------ |
| 087A09 | G Br. El Tejar           | AK 68 - CL 31 Sur | A610A633C705K505K627K721K724 661 E44 |
| 087B09 | G Br. El Tejar           | AK 68 - CL 33 Sur | A611D630K317                         |
| 087C09 | G Br. El Tejar           | AK 68 - CL 34 Sur | A606D607F733 953 C101                |
| 088A09 | G Br. Alquería La Fragua | AK 68 - CL 30 Sur | G505H610H627H633H705H721H724 661 E44 |
| 088B09 | G Br. Alquería La Fragua | AK 68 - CL 30 Sur | H317H606H611H630 39                  |
| 088C09 | G Br. Alquería La Fragua | AK 68 - CL 29 Sur | H607H733 953 C101                    |

## Ubicación geográfica
| Noroeste: Kennedy        | Norte: N Calle 18 Sur | Nordeste: Puente Aranda |
| Oeste: Kennedy           |                       | Este: Estación 7 PLMB   |
| Suroeste: N Calle 40 Sur | Sur: Puente Aranda    | Sureste: Puente Aranda  |